# Peter Schreier
Peter Schreier (Gauernitz, cerca de Meißen, Alemania, 29 de julio de 1935-Dresde, 25 de diciembre de 2019) fue un cantante (tenor) y director de orquesta alemán. Cantó óperas, oratorios y lied. Se retiró el 22 de diciembre de 2005.

## Biografía
Schreier pasó sus primeros años en el pequeño pueblo de Gauernitz, cerca de Meißen, donde su padre era profesor, cantor y organista. En junio de 1945, cuando casi tenía diez años, y justo unos meses después de la destrucción de Dresde, ingresó en el internado del famoso coro de niños de Dresde, el Kreuzchor (Coro de la Kreuzkirche o Iglesia de la Cruz), que acababa de restablecerse. El joven Peter y otros miembros del coro y maestros vivían en una bodega en los alrededores de Dresde. 
El director del Kreuzchor, Rudolf Mauersberger, enseguida reconoció el gran talento de Peter Schreier. Le permitió cantar como solista e incluso creó composiciones especialmente adaptadas a la voz infantil de Peter. Se pueden encontrar grabaciones de esta época en disco compacto. 
Schreier tenía dieciséis años cuando le cambió la voz, y entonces se convirtió en tenor, tal como había deseado, debido a los papeles de Evangelista en la música de Johann Sebastian Bach. Decidió convertirse en un cantante profesional, para lo cual recibió lecciones de canto, primero de forma privada y después en la Academia de Música de Dresde; también estudió canto coral y dirección de orquesta.
Vivió en Dresde desde 1945, en el distrito de Loschwitz, en la orilla derecha del río Elba.

## Carrera musical

### Cantante de ópera
Peter Schreier debutó profesionalmente en agosto de 1959, en el papel de Primer Prisionero en la opera Fidelio de Beethoven. En los años siguientes, triunfó como Belmonte en El rapto en el serrallo y un poco más tarde, como Tamino en La flauta mágica, ambas óperas de Mozart. 
En 1963 fue contratado por la Ópera Estatal de Berlín en Unter den Linden. Desde 1966 fue durante muchos años invitado anual de la Ópera Estatal de Viena. Ese mismo año debutó en el Festival de Bayreuth en el papel de "un joven marinero" en Tristán e Isolda con Karl Böhm como director. Durante veinticinco años, desde 1967, intervino en la programación del Festival de Salzburgo. 
También cantó el personaje de Loge en El oro del Rin así como David en Los maestros cantores de Núremberg, de Wagner. Para él, fue muy importante cantar el papel titular de Palestrina, la opera compuesta por Hans Pfitzner, no solamente en Múnich sino también en Berlín Este, un tema que suscitó controversia en aquella época en Alemania Oriental. Su encarnación en la ópera de Pfitzner está entre sus más impresionantes aciertos en la escena operística.
Con Theo Adam, frecuente compañero en escena y en el estudio de grabación, Peter Schreier fue el cantante de música clásica más célebre de la República Democrática Alemana, y tuvo el privilegio de viajar a Occidente en todo momento. Por ello pudo interpretar tanto en el Metropolitan Opera (donde debutó como Tamino) como en La Scala, el Covent Garden o en el Teatro Colón, por no hablar de Viena, Salzburgo, Bayreuth o Berlín Occidental.
En junio de 2000, Schreier se despidió de los escenarios. Su último papel fue el del príncipe Tamino en La flauta mágica; declaró que ya no podía actuar más como si fuera aún un joven príncipe. Puso punto final a su carrera como cantante el 2 de diciembre de 2005, combinando los roles de Evangelista y director de orquesta en una interpretación del Oratorio de Navidad de Bach en Praga.

### Lied
A lo largo de su carrera, Schreier fue famoso como cantante de lieder alemanes, incluyendo las canciones de Schubert y Schumann. 

### Director de orquesta
Desde 1970 Schreier fue también director de orquesta, con un interés especial en las obras de Mozart, J.S. Bach y Haydn. A lo largo de su carrera como cantante, en las interpretaciones de oratorios de Bach, a menudo combinó los papeles de Evangelista y director de orquesta. 
Su interpretación de la Pasión según San Mateo (en la cual asumía igualmente el rol de Evangelista) se caracterizaba por un conocimiento íntimo de los menores detalles de la partitura, aunque con cierta rigidez y sequedad.

## Valoración
Obtuvo su reputación en el repertorio germánico que va del barroco al postromanticismo: J. S. Bach, Georg Friedrich Haendel, Wolfgang Amadeus Mozart, Franz Schubert, Richard Wagner, Gustav Mahler, Carl Orff y Paul Dessau. Grabó numerosos discos, tanto como cantante como director de orquesta.

## Premios y reconocimientos
- Premio Nacional de Primera Clase de la RDA
- Bundesverdienstkreuz (Premio de la República Federal de Alemania)
- Premio Musical Leonie Sonnings, Copenhague
- Premio "Ernst von Siemens"
- Miembro honorario de la Musikverein Wien (Sociedad Musical de Viena)
- "Wiener Flötenuhr"
- Premio "Georg Philipp Telemann"
- Premio de la Música sacra europea
- Título de "Kammersänger" (un título conferido a cantantes de mérito destacado) por los gobiernos de la GDR, Baviera y Austria
- Ciudadano de honor de la ciudad de Meissen por sus esfuerzos en recaudar fondos para la restauración de la ciudad.